# Лебомбо

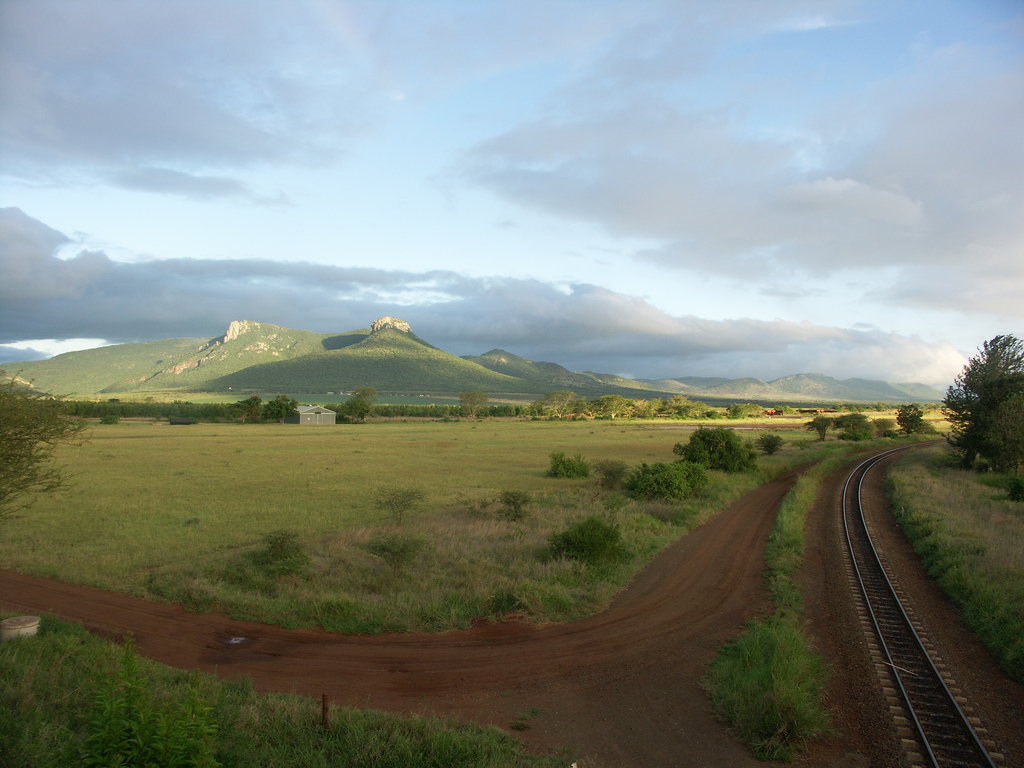
Одна из гор Лебомбо.

Лебомбо — узкая горная цепь длиной 800 км, тянущаяся от города Хлухлуве в провинции Квазулу-Наталь на юге до Пунда-Мария в провинции Лимпопо в ЮАР на севере. Некоторые участки горной цепи расположены не только в Южной Африке, но и также в Мозамбике и Эсватини.

## Геология
В геологическом отношении горная цепь является моноклиналем, частью рифтового вулканического поля. Моноклиналь Лебомбо простирается на север и юг и падает на восток. Он состоит из последовательности эффузивных пород юрского периода, как базальтовых лав, так и риолитовых потоков и туфов. Последовательность располагается на в значительной мере горизонтальной супергруппе Кару, состоящей из осадочных горных пород, Калахарийской платформы на западе, а на востоке перекрывается отложениями возрастом от мелового периода до более современного. Чередование твёрдых риолитов и подверженных эрозии базальтов привело к появлению группы параллельных острых хребтов-куэст, разделённых саванными равнинами.

## География
Горная цепь является относительно низкой с высотами от 450 до менее чем 800 м. Самый высокий пик — гора Мананга высотой 776 м. Гора Лонгве высотой 480 м является самой высокой точкой хребта Лебомбо к северу от реки Летаба.
Эти горы занимают значительную часть округа Лубомбо в Эсватини. Города в этом районе включают Ситеки (Эсватини), расположенный в центре, Лубхуку на западе, Майялука и Биг-Бенд на юге; река Мапуту протекает рядом с южной частью горного хребта. На севере расположены города Симунье (Эсватини), Тамбанкулу и Намааха (Мозамбик), а также заповедник Млавула и река Мбулузи.
Ряд рек, в том числе Комати у Коматипорта, Понгола, Мкузе и Лусутфу, пересекают горы с запада на восток.
В горах Лебомбо находится Пограничная пещера. Пещера известна находками Homo sapiens, которые имеют датировку от 33,6—76 тыс. л. н. до 105 тыс. л. н. (для слоя Ховьесон'с Пурт).
Название хребта происходит от слова ubombo из языка зулу, означающего «большой нос».

## Исторические события
В пещерах гор Лебомбо были обнаружены следы поселений среднего каменного века. В районе этой горной цепи в 1840 году был убит зулусский вождь Дингаан. Самолёт мозамбикского президента Саморы Машела потерпел в Лебомбо катастрофу 19 октября 1986 года при невыясненных обстоятельствах, когда он летел обратно с переговоров в Лусаке с южноафриканским правительством по вопросам апартеида. Машел погиб вместе с 34 другими пассажирами. 19 января 1999 года около Мбузини был торжественно открыт монумент работы мозамбикского архитектора Жо Фораша в память об этой авиакатастрофе.

## Национальные парки
Части горной цепи расположены на территориях национальных парков Крюгер и Пхонголо.

## Археология
Кость Лебомбо — костяной инструмент с насечками, сделанный из малоберцовой кости бабуина. Возраст кости составляет от 44 200 до 43 000 лет, согласно 24 радиоуглеродным данным.